# 因果のループ

上：元のビリヤードボールの軌道 。 中：ボールは元の軌道とは異なる軌道で未来から出現し、過去のボール自身と衝突して軌道を変える。
下：変化した軌道は、ボールが軌道を変更したのとまったく同じ方法で時間の穴に入る。変化した軌道は、変化したボールの軌道が原因になっている。つまりボール自身が原因で軌道が変化したことになる。

因果のループ（いんがのループ）とは、タイムトラベルなどによってある出来事の結果自身が出来事の原因であり、因果関係が循環していることを指す。
たとえば、過去の自分にタイムマシンの設計図を送る。その設計図を元にタイムマシンを作る。作ったタイムマシンで過去の自分にタイムマシンの設計図を送る。この場合、一体誰がタイムマシンの設計図を考え出したのか？という疑問が残る。このように因果のループの中では原因の起源がどこにも存在しない。
因果のループを抽象化した思考実験にポルチンスキーのビリヤードボールがある。タイムマシンの入り口にボールが入ってボールは過去に行く。過去のボールがタイムマシンの入り口に入る前に、未来から来たボールが過去のボールと接触して過去のボールの進路を変化させる。こうしてボールがタイムマシンの入り口に入ったのは未来から来たボール自身に衝突されたため、という因果関係のループが出来る。

## 概要
過去へのタイムトラベルは事象、情報、人物、歴史が閉じたループを形成し、「原因がどこにもない」ように見える因果のループが可能になる。このように「自己存在」する物体や情報の概念は逆説的であると見なされることが多く、何人かの著者は情報や事象を含む因果ループをブートストラップパラドックス、情報パラドックス 、オートロジーパラドックスなどと呼んでいる。この文脈での「ブートストラップ」とは「ブートストラップ（革靴を履きやすくするための取っ手）で自分を持ち上げる]」という英語の言い回しとロバート・A・ハインラインのタイムトラベル小説『時の門』を指す。「ループもの」という用語は「因果のループ」を指すために使用されることもあるが、「因果のループ」は事象や歴史が不変で因果の起源が自己であり、「ループもの」は事象や歴史が変化することが多い。
情報を含む因果のループのパラドックスの例にエヴェレットによって考案されたものがある。あるタイムトラベラーが、教科書に書かれた数学の証明をコピーし、その証明を最初に発表した数学者に会うために時間を遡る。このコピーを見た数学者は教科書のコピーを自身の研究として発表する。この場合には証明の起源が存在しない。同様の例として、ベートーベンの音楽をコピーしたタイムトラベラーが、ベートーベンの時代にベートベーンの名前で楽譜を出版するという喩え話が『ドクター・フー』の第9シリーズ第4話「洪水の前」に登場した。エヴェレットは映画『ある日どこかで』を起源のない物体を含む例として挙げている。老婦人は時間を遡って過去の時代で劇作家志望の青年に懐中時計を手渡す。その後劇作家になった青年も同じく時間を遡った過去で出会った若い女性に懐中時計を手渡す。そしてこの若い女性が年老い、老婦人となって過去の時代に行き青年に時計を渡す。こうして懐中時計は2人の間で行ったり来たりを繰り返す。  
ロシアの物理学者Serguei Krasnikovは、これらのブートストラップパラドックス（時間をループする情報または物体）は同じであると書いている。主な見かけ上のパラドックスは、物理法則によって支配されない方法で状態が変化している物理の系である。彼はこの矛盾を発見せず、一般相対性理論の解釈における他の要因へのタイムトラベルの有効性に関する問題を原因としている:14–16。
物理学者のアンドレイ・ロセフとイゴール・ノヴィコフによる1992年の論文は、 このような起源のないアイテムを「ジン」または「ジンニー」と呼んだ:2311–2312。この用語は、消えたときに痕跡を残さないと言われてるアラブ世界のジン（妖霊）にインスパイアされたもの:200–203。ロセフとノヴィコフは「ジン」という用語が再帰的な起源を持つ物体と情報の両方をカバーするものとし、前者を「第一種ジン」後者を「第二種ジン」と呼んだ:2315–2317:208。2人は時間を循環する物体は、過去に戻されるときは常に同一でなければならないことを指摘している。そうしなければ矛盾が生じる。熱力学の第二法則は対象が歴史を繰り返す過程でより状態が破損や劣化することを要求しており、完全に同一であるような物体は矛盾しているように思える。ロセフとノヴィコフは第二法則は「閉鎖系」のエントロピーの増加のみを要求しているため「ジン」は失われた損傷や劣化を取り戻すような方法でその環境と相互作用することができると主張した:200–203。彼らは第1種と第2種のジンの間に「厳密な違い」がないことを強調している:2320。Krasnikovは、「ジン」「自給自足のループ」および「自己存在するオブジェクト」をあいまいにし、それらを「ライオン」または「ループまたは侵入しているオブジェクト」と呼んだ。それらが従来の物体と同じくらい物理的であると主張している。「無限または特異点のいずれかからのみ出現する可能性もある」と語った:8–9。
宿命パラドックス（英：Predestination paradox）という用語は「過去に行ったタイムトラベラーが、最終的に元の未来の自分が過去に行くことになるきっかけを引き起こす因果のループ」のように未来のせいで同じ出来事が起きることを意味する。predestinationとは予定説のこと。例として1996年の『スタートレック：ディープスペースナイン 』のエピソード「Trials and Tribble-ations」などがある。カルヴァン主義などの思想では信奉者が特定の結果を生み出すよう努力すると同時に、結果は事前に決定されていると教えるよう推奨している。SmeenkとMorgensternはこの用語を使い、タイムトラベラーが過去の事件を阻止しようと時間を遡った結果、その事件の発生を支援してしまう状況に特に言及している。

## 自己達成的予言
自己達成的な予言は因果のループになる可能性がある。その予言が「本当に実現する」ことが知られていると言える場合にのみ未来の出来事が過去に影響を引き起こす。そうでなければ過去の事象が将来の事象を引き起こすという普通のケースになる。運命は必ずしも超自然的な力を必要とせず他の「完全な予知」のメカニズムの結果である可能性がある。不確実性から生じる未来に影響を与える問題はニューコムのパラドックスなどで検討されている。自己達成的予言の古い例として紀元前427年ごろの古典演劇『オイディプス王』がある。オイディプスは「お前の子がお前を殺し、お前の妻との間に子をなすだろう」という予言を聞く。彼は予言を阻止する過程で父親を殺し、母親と結婚し子を作るという予言を知らぬ間に果たす。これは予言自体が彼の行動の原動力となってしまっている。映画『12 モンキーズ』は宿命とカサンドラ症候群のテーマを扱っており、主人公は「過去に戻っても過去を変えることはできない」と説明している。

## ノヴィコフの首尾一貫の原則
一般相対性理論の厳密解はいくつかの手法のタイムトラベルを可能にする。これらの厳密解の一部は 時間的閉曲線を含む宇宙、または時空の同じ点に戻る世界線を記述する。物理学者のイゴール・ノヴィコフは1975年と1983年の本で時間的閉曲線の可能性について議論し（p42注10）、時間内では一貫性のある移動のみが許可されるという意見を提示した。1990年のノヴィコフと他のいくつかの論文「時間的閉曲線を伴う時空のコーシー問題」では、著者は「首尾一貫の原則」を提案し「本当の宇宙とは、世界的に一貫している」と書いた。ノヴィコフは過去に送られた物体の種類に関係なく、タイムトラベルが解決できないパラドックスにつながる必要はないと結論付けた。
物理学者のジョセフ・ポルチンスキーはビリヤードボールが時間内に返送されるという逆説的な状況を考慮することで、自由意志の問題を回避できると主張した。この状況ではボールは過去に繋がったワームホールに発射され、その進路に沿って進むと、正しい角度で進んでいる過去のボール自身に当たり、過去のボールの進路が変わって、ワームホールには入らないことになる。物理学者のキップ・ソーンはこの問題を「ポルチンスキーのパラドックス」と呼んだ。カリフォルニア工科大学の2人の学生Fernando EcheverriaとGunnar Klinkhammerはこの問題を回避する解決策を発見した。修正されたシナリオでは、未来のボールはパラドックスを発生させたものとは異なる角度で過去に出現し、過去のボールに衝突する。この衝突はその軌道をちょうど適切な程度変化させる。つまり過去のボールに必要なかすかな打撃を与えるのに必要な角度で過去に戻る。EcheverriaとKlinkhammerは実際には複数の自己矛盾のないソリューションが存在することを発見している。他の場合かすめた一撃の角度がわずかに異なる。ソーンとロバート・フォワードによるその後の分析では、ビリヤードボールの特定の初期軌道について実際には無限の数の自己矛盾のない解が存在する可能性があることを示した。  
Echeverria、Klinkhammer、およびソーンは、1991年にこれらの結果を議論した論文を発表した。彼らはビリヤードボールの自己矛盾のない延長がない初期条件を見つけることができるかどうかを確認しようとしたが、そうすることができなかったと報告した。したがってまだ証明されていないが、考えられるすべての初期軌道に一貫した拡張が存在する可能性がある:184。初期条件に対する制約の欠如は、時系列に違反する時空領域外の時空にのみ適用される。時系列違反領域の制約は逆説的であることが判明する可能性があるがまだ確認されていない:187–188。
ノヴィコフの見解は広く受け入れられてはいない。Visserは因果のループとノヴィコフの首尾一貫の原則をその場限りの解決と見なし、タイムトラベルよりはるかに有害な影響があると考えている。同様に、Krasnikovは因果のループに固有の欠陥を発見しなかったが、一般相対性理論での時間旅行に関する他の問題を発見した:14–16。

## 負の遅延を伴う量子計算
物理学者デイヴィッド・ドイッチュが1991年の論文で負の遅延（逆方向の時間移動）を伴う量子計算が多項式時間でNP問題を解決できることを示し、Scott Aaronsonは後にこの結果を拡張して、モデルを使用して多項式時間でPSPACE問題も解決できることを示した。ドイッチュは負の遅延を伴う量子計算は首尾一貫した解のみを生成し、時系列に違反する領域は古典的な推論では明らかではない制約を課すことを示している。研究者は2014年にドイッチュのモデルを光子で検証するシミュレーションを公開した。TolksdorfとVerchの記事では、ドイッチュのCTC（時間的閉曲線、または因果ループ）の不動点条件は、時空の相対論的な場の量子論に従って記述された任意の量子システムで任意の精度を満たすことができることが示された。しかしCTCは除外されており、ドイッチュの条件が一般相対性理論の意味でCTCを模倣する量子プロセスに本当に特徴的であるかどうか疑問を投げかけている。